# 工人党 (乌拉圭)

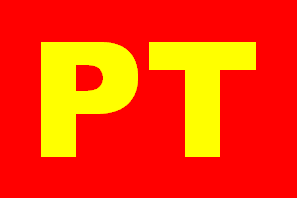
工人党旗帜

工人党（西班牙語：Partido de los Trabajadores，缩写为PT）是乌拉圭的一个托洛茨基主义政党。该党成立于1984年。该党的意识形态是共产主义、马克思主义、托洛茨基主义。该党的政治立场是左翼。该党的领导人是拉斐尔·费尔南德斯·罗德里格斯。该党的总部位于蒙得维的亚。该党的青年翼是“革命青年”。该党曾是争取第四国际重建协调委员会的支部。2023年12月21日，该党加入选举联盟人民团结—工人阵线。